# Кампели (Верчели)
Кампели је насеље у Италији у округу Верчели, региону Пијемонт.
Према процени из 2011. у насељу је живело 11 становника. Насеље се налази на надморској висини од 1037 м.